# Курино Синъитиро
Курино Синъитиро (яп. 栗野慎一郎, 29 ноября 1851, Фукуока, Сёгунат Токугава — 15 ноября 1937, Японская империя) — японский дипломат периодов Мэйдзи и Тайсё, был чрезвычайным посланником и полномочным министром Японии в США (1894—1896 года) и в России, а также чрезвычайным и полномочным послом во Франции.
Курино Синъитиро родился 29 ноября 1851 года в княжестве Фукуока, нынешний район Тюо-ку, город Фукуока, префектура Фукуока, являлся старшим сыном в семье сихана содзюцу Курино Коуэмона. Его детским именем было Нобору. Получил начальное образование в одной из старейших школ Японии, ханской школе Сююкан, после которой учился ханьской филологии, японским и голландским наукам. В 1865 году Курода Нагахиро, 11-даймё княжества Фукуока и большой сторонник развития в Японии западных наук, выбрал Курино для отправки студентом в школу английского языка в Нагасаки. Он учился у известного преподавателя Га Нориюки (Рэйси). Вместе с ним также учились Муцу Мунэмицу, Такаминэ Дзёкити, Ямагути Масука, Ёсикава Акимаса и другие.
В 1867 году Курино был заключён в Шестиугольную тюрьму в городе Киото в связи с[уточнить] убийством британского моряка. Курино вышел на свободу в 1869 году, но не попал в миссию Ивакуры[что?]. Он активно изучал английский язык под руководством Хираги Ёсимото в Токио, в 1875 году поступил в Гарвардский университет и получил там магистрский диплом. В Гарвардском университете познакомился с Канэко Кэнтаро, а также Даном Такумой, который учился в Массачусетском технологическом институте в Бостоне. В 1881 году окончил Гарвардский университет и вернулся в Японию, и в декабре того же года поступил на работу в Министерство иностранных дел Японии.

## Галерея

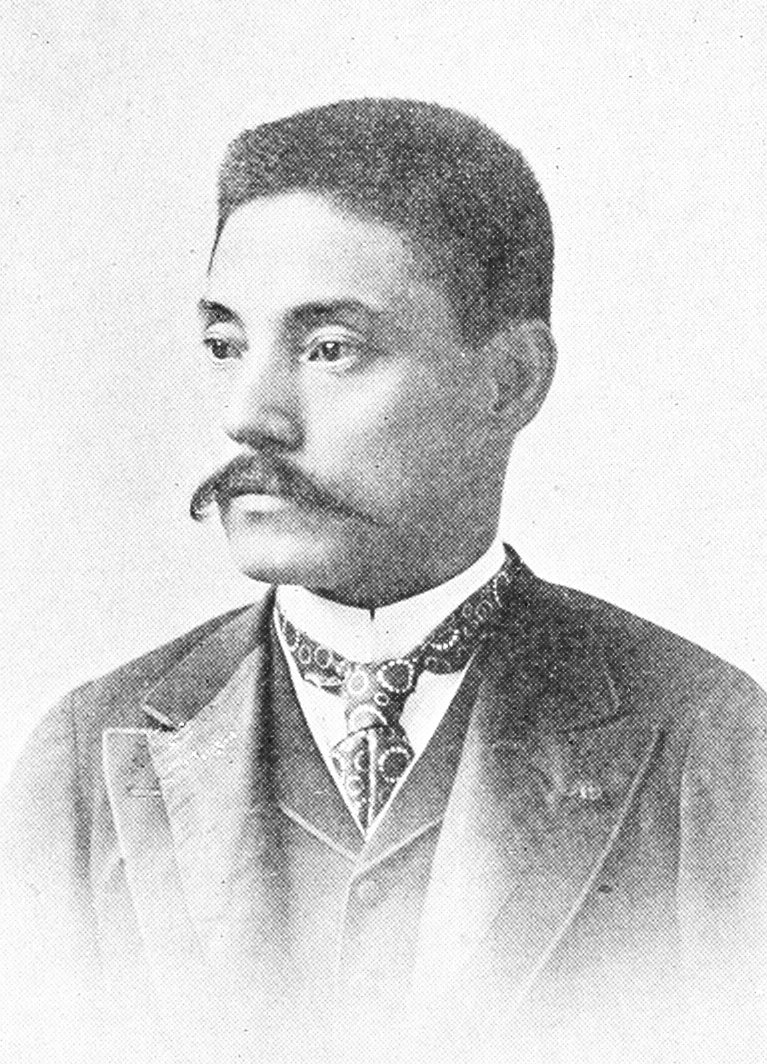
Курино Синъитиро
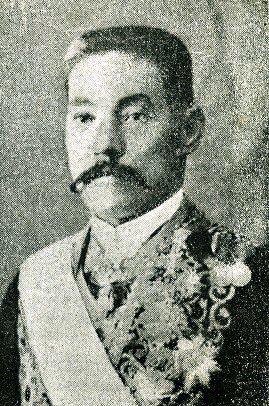
Курино Синъитиро
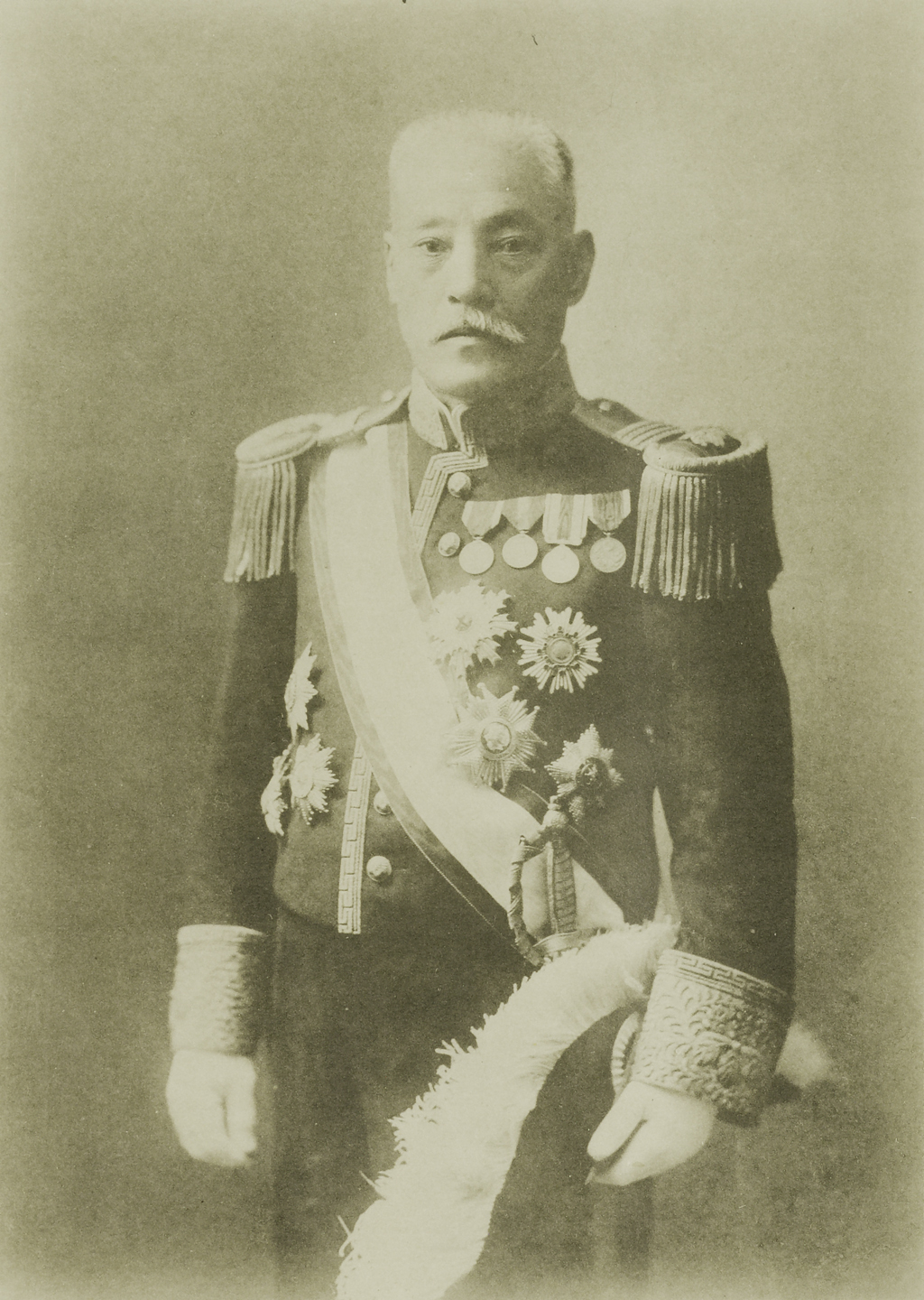
Курино Синъитиро, ок. 1937
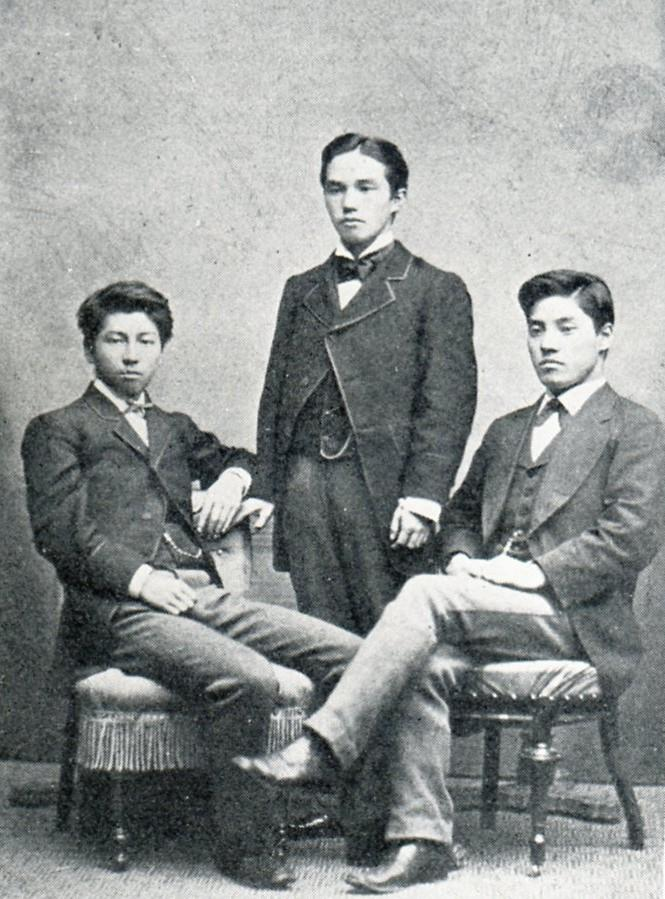
Курино Синъитиро (справа), во время учёбы в Гарвардском университете, с близкими друзьями Канэко Кэнтаро (средний), Дан Такума (слева)